# Фиксизм
Фикси́зм (от лат. fixus — твёрдый, неизменный закреплённый) — научное направление в геологии, концепция, исходящая из представлений о фиксированном, незыблемом положении континентов на земной поверхности. Согласно концепции фиксизма, решающая роль в развитии земной коры отводится вертикальным движениям.

## Описание
В рамках фиксизма отрицаются положения о возможности крупных горизонтальных перемещений континентальных масс (составляющие основу противоположной концепции — мобилизма). Допускаются горизонтальные перемещения лишь небольших участков земной коры и лишь на незначительные расстояния — до нескольких десятков километров. Даже эти перемещения трактуются как результат воздействия вертикальных движений.
Возникновение океанов рассматривается как результат опускания континентальной земной коры и её превращения в океаническую, более тонкую. Этот гипотетический процесс получил название базификации.

## История
Фиксистские представления были распространены в геологической науке в 30—50-е годы XX века. С 1950-х годов началось интенсивное изучение океанического дна, были открыты закономерности в распределении осадков на дне океанов, срединно-океанические хребты и линейные магнитные аномалии. Эти открытия выявили отличия океанической коры от континентальной и показали недостаточность фиксистских теорий, особенно в части происхождения океанов. С середины 1960-х годов получила признание мобилистская концепция тектоники плит и мобилистские идеи заняли господствующее положение в геологии.
Некоторые геологи продолжали отстаивать фиксистские представления и в начале XXI века, апеллируя, в частности, к национальным традициям.
На этапе господства мобилизма ряд исследователей сохраняли приверженность фиксизму:
- Белоусов, Владимир Владимирович (1907—1990), придерживался фиксистских представлений до конца своей жизни[5].